# Kabinett Anwar Ibrahim
Das Kabinett Anwar Ibrahim bildet seit dem 3. Dezember 2022 die Regierung von Malaysia.

## Kabinettsmitglieder
| Amt | Foto                                                                       | Name                                          |
| --- | -------------------------------------------------------------------------- | --------------------------------------------- |
| Premierminister |                                                                            | Anwar Ibrahim                                 |
| stellvertretende Premierminister |                                                                            | Ahmad Zahid Hamidi                            |
| stellvertretende Premierminister | Fadillah Yusof                                                             |                                               |
| Minister für Finanzen |                                                                            | Anwar Ibrahim                                 |
| Zweiter Minister für Finanzen |                                                                            | Amir Hamzah Azizan                            |
| Minister für ländliche und regionale Entwicklung |                                                                            | Ahmad Zahid Hamidi                            |
| Minister für Plantagen und Rohstoffe |                                                                            | Fadillah Yusof (bis 12. Dezember 2023)        |
| Minister für Plantagen und Rohstoffe | Johari Abdul Ghani (seit 12. Dezember 2023)                                |                                               |
| Minister für Verkehr |                                                                            | Anthony Loke                                  |
| Minister für Landwirtschaft und Ernährungssicherheit |                                                                            | Mohamad Sabu                                  |
| Minister für Wirtschaft |                                                                            | Rafizi Ramli                                  |
| Minister für Kommunalentwicklung (bis 13. Dezember 2023) Minister für Wohnungswesen und Kommunalverwaltung (seit 13. Dezember 2023)                                           |                                                                            | Nga Kor Ming                                  |
| Minister für Verteidigung |                                                                            | Mohamad Hasan (bis 12. Dezember 2023)         |
| Minister für Verteidigung | Mohamed Khaled Nordin (seit 12. Dezember 2023)                             |                                               |
| Minister für Arbeit |                                                                            | Alexander Nanta Linggi                        |
| Minister für Inneres |                                                                            | Saifuddin Nasution Ismail                     |
| Minister für internationalen Handel und Industrie (bis 5. April 2023) Minister für Investitionen, Handel und Industrie (seit 5. April 2023)                                   |                                                                            | Tengku Zafrul Aziz                            |
| Minister für Hochschulbildung |                                                                            | Mohamed Khaled Nordin (bis 12. Dezember 2023) |
| Minister für Hochschulbildung | Zambry Abdul Kadir (seit 12. Dezember 2023)                                |                                               |
| Minister für Wissenschaft, Technologie und Innovation |                                                                            | Chang Lih Kang                                |
| Ministerin für Frauen, Familie und Gemeindeentwicklung |                                                                            | Nancy Shukri                                  |
| Minister für Binnenhandel und Lebenshaltungskosten |                                                                            | Salahuddin Ayub (bis 23. Juli 2023)           |
| Minister für Binnenhandel und Lebenshaltungskosten | Armizan Mohd Ali (seit 23. Juli 2023, bis 12. Dezember 2023 kommissarisch) |                                               |
| Ministerin im Büro des Premierministers für Recht und institutionelle Reform                                                                                                  |                                                                            | Azalina Othman Said                           |
| Minister für natürliche Ressourcen, Umwelt und Klimawandel (bis 12. Dezember 2023) Minister für natürliche Ressourcen und ökologische Nachhaltigkeit (seit 12. Dezember 2023) |                                                                            | Nik Nazmi                                     |
| Minister für Energiewende und öffentliche Versorgung |                                                                            | Fadillah Yusof (seit 12. Dezember 2023)       |
| Minister für Unternehmerentwicklung und Genossenschaften |                                                                            | Ewon Benedick                                 |
| Minister für auswärtige Angelegenheiten |                                                                            | Zambry Abdul Kadir (bis 12. Dezember 2023)    |
| Minister für auswärtige Angelegenheiten | Mohamad Hasan (seit 12. Dezember 2023)                                     |                                               |
| Minister für Tourismus, Kunst und Kultur |                                                                            | Tiong King Sing                               |
| Minister für Kommunikation und Digitales (bis 12. Dezember 2023) Minister für Kommunikation (seit 12. Dezember 2023)                                                          |                                                                            | Fahmi Fadzil                                  |
| Minister für Digitales (seit 12. Dezember 2023) |                                                                            | Gobind Singh Deo                              |
| Ministerin für Bildung |                                                                            | Fadhlina Sidek                                |
| Minister für nationale Einheit |                                                                            | Aaron Ago Dagang                              |
| Minister im Büro des Premierministers für Religiöse Angelegenheiten |                                                                            | Mohd Na'im Mokhtar                            |
| Ministerin für Jugend und Sport |                                                                            | Hannah Yeoh                                   |
| Ministerin im Büro des Premierministers für Bundesgebiete |                                                                            | Zaliha Mustafa (seit 12. Dezember 2023)       |
| Minister für Humanressourcen |                                                                            | V. Sivakumar (bis 12. Dezember 2023)          |
| Minister für Humanressourcen | Steven Sim Chee Keong (seit 12. Dezember 2023)                             |                                               |
| Minister/in für Gesundheit |                                                                            | Zaliha Mustafa (bis 12. Dezember 2023)        |
| Minister/in für Gesundheit | Dzulkefly Ahmad (seit 12. Dezember 2023)                                   |                                               |
| Minister im Büro des Premierministers für Sabah, Sarawak-Angelegenheiten und Sonderfunktionen                                                                                 |                                                                            | Armizan Mohd Ali (bis 12. Dezember 2023)      |
| Zuständiger Minister für die Nationale Agentur für Katastrophenmanagement |                                                                            | Ahmad Zahid Hamidi (seit 12. Dezember 2023)   |
| Zuständiger Minister für Sabah und Sarawak |                                                                            | Fadillah Yusof (seit 12. Dezember 2023)       |